# Philippe Lebon
Philippe Lebon (o le Bon) (Brachay, França, 29 de maig de 1767 - 1 de desembre de 1804) va ser un científic que va realitzar investigacions per a l'obtenció industrialitzada i ús de gas de fusta, ideant sistemes de distribució per a la il·luminació i calefacció. Va inventar el llum de gas, i va idear un motor del mateix combustible precursor de la futura màquina de vapor. Va morir assassinat el 1804.

## Vida i obra
Va ser alumne de l'Escola d'Enginyers de Ponts i Camins de París. Més tard exerciria com a professor de mecànica a l'École nationale des Ponts et Chaussées de París. El 1786, mentre estudiava, va investigar amb gasos obtinguts de la destil·lació de fusta i carbó.

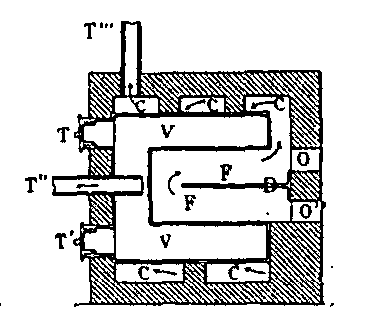
La "termolàmpada" de Lebon, descrita a la documentació de la seva patent (1799 i 1801)

El 28 de setembre de 1799 va obtenir la patent d'una "termolàmpada", per obtenir il·luminació mitjançant gas. Es diu que es va basar en l'ús que els habitants de la zona de la mar Càspia donaven als gasos que emanaven de les primeres explotacions petrolieres de la zona. La seva intenció era produir gas de fusta industrialment i distribuir-lo per la ciutat mitjançant canalitzacions per aconseguir tenir enllumenat públic. Per aquella època els carrers eren foscos i les cases s'il·luminaven mitjançant espelmes, torxes i llums d'oli.
El gas que produïa era bastant deficient, ja que a més d'hidrogen contenia metà i monòxid de carboni, produïa mala olor en fer la combustió. Potser per això les seves demostracions no van cridar massa l'atenció a França, encara que sí que ho va fer a Anglaterra, on usaven llums d'oli de peix per a la il·luminació, amb pitjor olor. Va posar en marxa petits sistemes domèstics d'enllumenat i calefacció que el van fer popular.
El 1801 havia presentat una patent per a un motor de gas amb bomba de combustible, inflamat per un dispositiu elèctric, però va morir abans de poder desenvolupar correctament la seva invenció.
Va morir assassinat en circumstàncies poc clares l'1 de desembre de 1804.

## El seu relleu
Lebon no va arribar a posar en pràctica la il·luminació pública mitjançant el seu invent, però Frederick Albert Winsor, que s'havia interessat per la patent de Lebon, va seguir millorant l'obtenció de gas mitjançant hulla, i aconseguí il·luminar el 1807 un dels costats del carrer Pall Mall de Londres.